# Giovanni Vincenzi
Giovanni Vincenzi (Livorno, 23 giugno 1905 – Milano, 11 marzo 1970) è stato un calciatore e allenatore di calcio italiano, di ruolo terzino destro.

## Carriera

### Club
Terzino, crebbe nelle giovanili del Livorno con cui nella prima metà degli anni venti esordì in Prima Divisione, l'allora massimo livello del campionato italiano. Nel 1927 passò al Torino, con cui vinse uno scudetto, e nel 1929 si trasferì al Napoli, dove rimase per 6 stagioni collezionando 169 presenze, tutte in Serie A. Chiuse la carriera con una stagione all'Ambrosiana-Inter e una nell'Alfa Romeo di Milano.
In Napoli-Ambrosiana Inter del 1935 strinse la mano al capitano dei lombardi Giuseppe Meazza anziché fare il saluto fascista e per questo fu ammonito.

### Nazionale
Ottenne una presenza in Nazionale il 20 gennaio 1924 in Italia-Austria (0-4).

## Statistiche

### Cronologia presenze e reti in nazionale
| Cronologia completa delle presenze e delle reti in nazionale ― Italia | Cronologia completa delle presenze e delle reti in nazionale ― Italia | Cronologia completa delle presenze e delle reti in nazionale ― Italia | Cronologia completa delle presenze e delle reti in nazionale ― Italia | Cronologia completa delle presenze e delle reti in nazionale ― Italia | Cronologia completa delle presenze e delle reti in nazionale ― Italia | Cronologia completa delle presenze e delle reti in nazionale ― Italia | Cronologia completa delle presenze e delle reti in nazionale ― Italia |
| Data                                                                  | Città                                                                 | In casa                                                               | Risultato                                                             | Ospiti                                                                | Competizione                                                          | Reti                                                                  | Note                                                                  |
| --------------------------------------------------------------------- | --------------------------------------------------------------------- | --------------------------------------------------------------------- | --------------------------------------------------------------------- | --------------------------------------------------------------------- | --------------------------------------------------------------------- | --------------------------------------------------------------------- | --------------------------------------------------------------------- |
| 20-1-1924                                                             | Genova                                                                | Italia                                                                | 0 – 4                                                                 | Austria                                                               | Amichevole                                                            | -                                                                     |                                                                       |
| Totale                                                                |                                                                       | Presenze                                                              | 1                                                                     |                                                                       | Reti                                                                  | 0                                                                     |                                                                       |

## Palmarès

### Giocatore

#### Competizioni nazionali
- Campionato italiano: 1

Torino: 1927-1928